# Thysanomitrion concolor
Thysanomitrion concolor là một loài Rêu trong họ Dicranaceae. Loài này được (Hook.) Arn. miêu tả khoa học đầu tiên năm 1827.